# Domgymnasium Naumburg
Das Domgymnasium Naumburg ist eines der ältesten Gymnasien in Deutschland.

## Geschichte
Es geht auf eine Domschule zurück, die nach der Verlegung des Bischofssitzes 1028 von Zeitz nach Naumburg in den bischöflichen Räumen unmittelbar neben dem Naumburger Dom gegründet wurde. Erste urkundliche Erwähnung fand sie 1088 durch Bischof Günther von Naumburg.
1532 wurden durch einen großen Brand die meisten Akten von Dom und Schule vernichtet. 1542 Umbildung in eine dreiklassige Lateinschule. 1528 wurde die Domschule evangelisch, unterrichtet wurden die Fächer Latein, Griechisch, Hebräisch, Religion, Logik, Rhetorik und Singen.
Seit 1802 konnte an der Domschule die Reifeprüfung abgelegt werden, Mitte des 19. Jahrhunderts wurde sie in ein neunklassiges Vollgymnasium umgewandelt. 1910 zog sie in das ehemalige Hospital Curia St. Crucis.
Am 12. April 1937 wurde der damals bekannte Nazi Otto Steche zu dessen Schulleiter ernannt. Er wurde nach Kriegsende aus dem Schuldienst entlassen und in einem Kriegsgefangenenlazarett interniert.
Zu DDR-Zeiten hieß die Schule Erweiterte Oberschule Erich Weinert. An dieser war die Naumburger Volkshochschule angegliedert. Den Namen Domgymnasium trägt die Schule wieder seit dem 9. Mai 1992. Im Jahre 2005 wurden das Domgymnasium und das Lepsius-Gymnasium Naumburg zusammengelegt. Das neue Gymnasium trägt den Namen Domgymnasium Naumburg. Aus dem ehemaligen Lepsius-Gymnasium wurde zunächst die Außenstelle „Lepsius-Haus“.
Zum Schuljahr 2007 wurde der Standort in der Seminarstraße geschlossen. Der Schulbetrieb findet seitdem ausschließlich in den Gebäuden des ehemaligen Lepsius-Gymnasiums in der Müntzerstraße und in der Marienschule (ehemals Johannes R. Becher-Oberschule) in der Poststraße statt.
Von 2011 bis 2013 wurde das Domgymnasium saniert. Am 14. Januar 2012 wurde es als 1.000 Schule ohne Rassismus – Schule mit Courage ausgezeichnet.

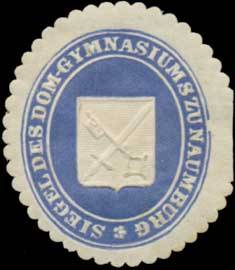
Siegelmarke der Schule

## Rektoren und Lehrer
Rektoren
- 1659–1663: Johannes Pretten (1634–1708), Theologe
- 1784–1786: Friedrich Wilhelm Döring (1756–1837), Altphilologe
- 1834–1874: Carl Friedrich Gottlob Foertsch (1805–1878), Klassischer Philologe
- 1892–1907: Hermann Röhl, Altphilologe
- 1910–1912: Otto Schröder, Altphilologe

Lehrer
- Caspar Sagittarius (1597–1667), Prorektor von 1626 bis 1628
- August Gotthilf Gernhard (1771–1845), Konrektor der Schule
- Hieronymus Müller (1785–1861), Altphilologe
- Johann Heinrich Traugott Müller (1797–1862), Mathematiklehrer
- Friedrich August Weidenbach (1790–1860), ab 1842 Kunst- und Zeichenlehrer

## Schüler
- Johannes von Schröter (1513–1593), Mediziner, erster Rektor der Universität Jena
- Johannes Pretten (1634–1708), Theologe, bis 1649
- Johann Georg Rauhe (1739–1791), Geschichtsfälscher
- Christian Ferdinand Schulze (1774–1850), Altphilologe und Historiker
- Carl Peter Lepsius (1775–1853), Altertumswissenschaftler, Historiker, Schriftsteller, Beamter, Bürgermeister und Landrat von Naumburg (Saale)
- Ludwig Bernhard Schmid (1788–1857), deutscher Geistlicher und Missionar in Indien
- Deocar Schmid (1791–1828), deutscher Geistlicher und Missionar in Indien
- Karl August Rüdiger (1793–1869), Altphilologe und Pädagoge, Abschluss 1811
- Ferdinand Wachter (1794–1861), Historiker und Hochschullehrer an der Universität Jena; fiel einem Raubmord zum Opfer
- Friedrich Wilhelm Ernst Mende (1805–1886), evangelischer Pfarrer und Pädagoge
- Julius von Zech-Burkersroda (1805–1872), Landtagsmarschall der Provinz Sachsen
- Hermann Sauppe (1809–1893), Altphilologe
- Christian Scherling (1812–1903), Pädagoge, Lehrbuchautor und Musikfunktionär
- Hugo von Leipziger (1822–1896), Staatsminister in Altenburg
- Albert Traeger (1830–1912), Dichterjurist und Alterspräsident des Deutschen Reichstags
- Friedrich Nietzsche (1844–1900), Philosoph und Dichter
- Otto Elste (1854–1918), Marinegeneralarzt
- Erich von Leipzig (1860–1915), preußischer Oberst, Militärattaché in Konstantinopel und Gutsbesitzer
- Max von Stojentin (1861–1918), Chemiker, Volkswirt, Regionalhistoriker von Hinterpommern
- Oskar Hergt (1869–1967), stellvertretender Reichskanzler
- Friedrich Schulze (1881–1960), Historiker
- Adolf Schmidt (1898–1985), Kreishauptmann im Generalgouvernement
- Hans Georg Calmeyer (1903–1972), Jurist[3]
- Rolf Friedemann Pauls (1915–2002), Diplomat
- Hans Ulrich Kempski (1922–2007), Journalist, Chefkorrespondent der Süddeutschen Zeitung
- Götz Friedrich (1930–2000), Regisseur und Theaterleiter
- Jan Wagner (* 1985), Politiker

## Bund alter Naumburger Domschüler
Seit 1920 besteht mit dem Bund alter Naumburger Domschüler (BaND e. V.) ein Ehemaligen- und Förderverein für das Domgymnasium Naumburg. Er hatte 2006 etwa 240 Mitglieder. Das Ziel des Vereins ist die Förderung von Bildung und Erziehung der Schüler des Naumburger Domgymnasium. Darüber hinaus fördert er den Zusammenhalt der ehemaligen Schüler und Lehrer. Seit 1998 ist der Verein als gemeinnützig anerkannt. Im Mai 2009 hat die Mitgliederversammlung beschlossen, dass neben den ehemaligen Schülern und Lehrern des Domgymnasiums auch Ehemalige des Lepsiusgymnasiums und der Erweiterten Oberschule Erich Weinert ordentliche Mitglieder werden können. Hierdurch wird dem Zusammenschluss der Schulen Rechnung getragen.